# Lee Lozano
Lee Lozano (Newark, 1930-Dallas, 1999) fue una artista estadounidense que desarrolló su actividad, frenética y breve, especialmente en los años sesenta.

## Trayectoria
Lee Lozano tuvo una vida artística meteórica, a partir de los treinta años. Desde 1960, hizo una obra muy provocadora, que cuestionaba las estructuras sociales, una a una; y es que su trayectoria coincide en el tiempo con la eclosión política y estética estadounidense (movimientos civiles, antibélicos y reivindicativos, renovación de costumbres), que algunos han asociado a las tesis de Herbert Marcuse, Eros y civilización (1955), tan leído por entonces.
Entre 1961 y 1963 pinta lienzos que conjugan, en un gran tamaño, órganos del cuerpo troceados (así sexuales) y utensilios de trabajo, logrando un objeto híbrido entre figurativo y abstracto, tan agresivo como amenazante. En 1964 viró hacia una paleta más austera y no menos valiosa, aumentando detalles de herramientas industriales en un primer plano, que son detalles ambiguos, poderosos y henchidos. 
Luego, hacia 1965, Lee Lozano se vuelve más abstracta y se centra en mundos que Lee Lozano denominó “pinturas de energía”, en las cuales la intersección de planos diversos generan efectos ópticos novedosos y siempre medidos, aunque expresivos asimismo de la violencia. 
Hacia 1968-1969, hizo trabajos conceptuales, ya más desmaterializados, pues. Desde 1972), abandonó el arte y se recluyó.

La exposición sobre Lee Lozano del verano de 2017, en el MNCARS, permite entender ese recorrido y esa ceatividad explosiva.

## Exposiciones selectas
- 1964, 1965: Green Gallery, en grupo, Nueva York
- 1966-67: Exposición individual, Bianchini Gallery, Nueva York
- 1969: "Language III", Dwan Gallery, Nueva York; "Number 7", Paula Cooper Gallery, Nueva York
- 1970: Exposición individual, Whitney Museum of American Art, Nueva York
- 1980: Obras, en Jack Shainman Gallery
- 1998: "Lee Lozano/Matrix:135", Wadsworth Atheneum, Hartford; "Early 60s", Mitchell Algus Gallery, Nueva York; "Tool Paintings", Rosen & van Liere, Nueva York; "Minimalism", Margarete Roeder Gallery, Nueva York
- 1999: "Afterimage: Drawing Through Process", Museum of Contemporary Art, Los Angeles
- 2003: "Transgressive Women: Yayoi Kusama, Lee Lozano, Ana Mendieta and Joan Semme", Jack S. Blanton Museum of Art, The University of Texas, Austin
- 2004: "Lee Lozano, Drawn from Life: 1961-1971", P.S.1 Contemporary Art Center, MoMA, Queens NY
- 2007: "WACK! Art and the Feminist Revolution, 1965-1980", Museum of Contemporary Art, Los Angelesm(ambulante)
- 2008: "Solitaire: Lee Lozano, Sylvia Plimack Mangold and Joan Semmel", Wadsworth Atheneum, Hartford (ambulante)
- 2010: "Seductive Subversion: Women Pop Artists, 1958-1968", University of the Arts, Philadelphia (ambulante); "Shifting the Gaze: Painting and Feminism", Jewish Museum, Nueva York
- 2017: Lee Lozano. Forzar la máquina, MNCARS, Madrid